# تورداش (مجارستان)
تورداش (به مجاری:  Tordas) یک شهرداری در مجارستان است که در ناحیه مارتون‌واشار واقع شده‌است. تورداش ۱۶٫۷۶ کیلومتر مربع مساحت و ۲٬۱۱۳ نفر جمعیت دارد.